# Diatenes auriculata
Diatenes auriculata là một loài bướm đêm trong họ Noctuidae.